# Suimanga dels Usambara
El suimanga dels Usambara (Cinnyris usambaricus) és un ocell de la família dels nectarínids (Nectariniidae).

## Hàbitat i distribució
Habita la vegetació de muntanya del sud-est de Kenya i nord-est de Tanzània.

## Taxonomia
Ha estat considerat una subespècie del suimanga del Kilimanjaro (Cinnyris mediocris) fins fa poc temps.